# Bylandtstraße 29 (Mönchengladbach)

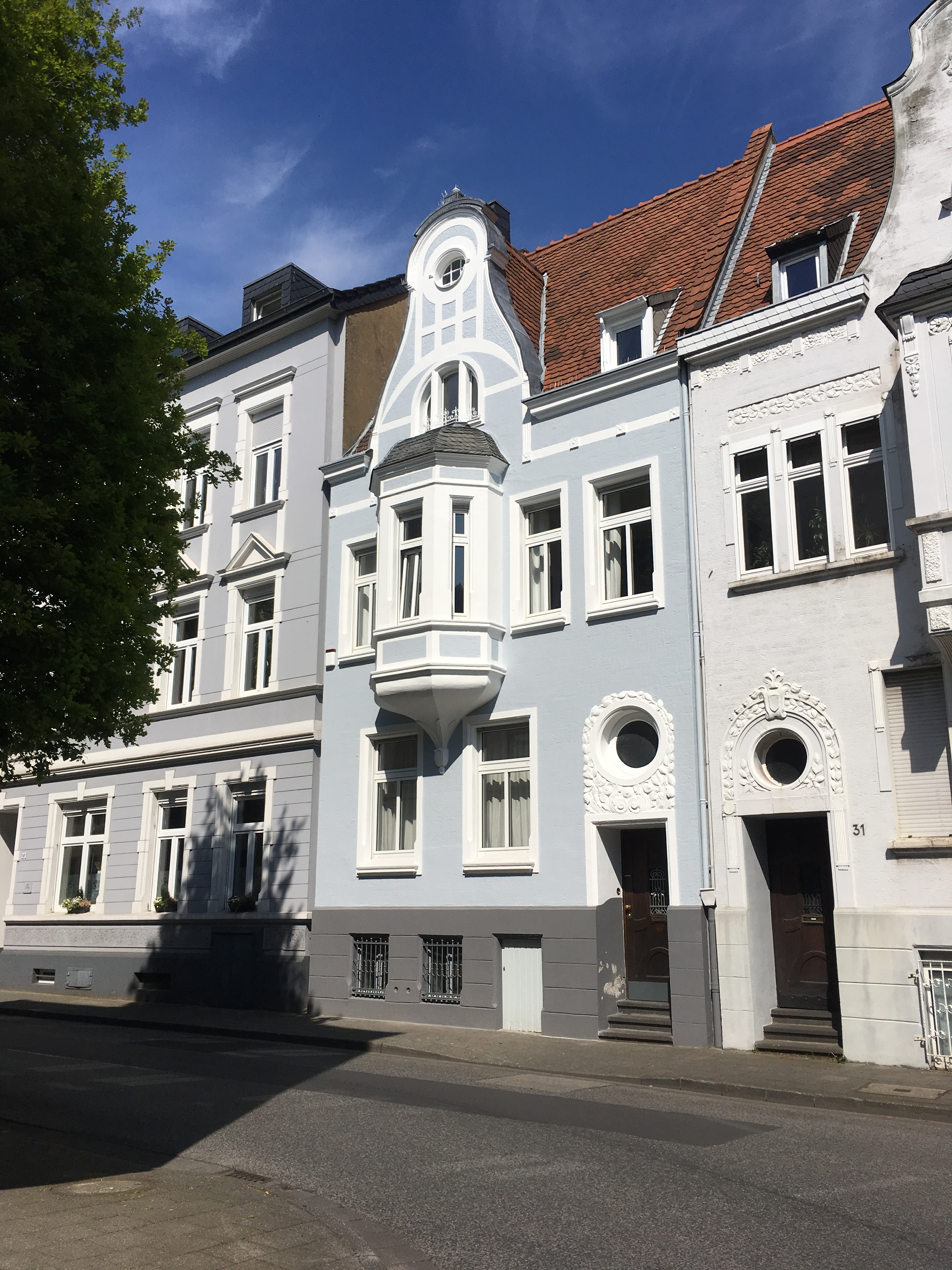
Wohnhaus Bylandtstrasse 29 (Mai 2017)

Das Wohnhaus Bylandtstraße 29 steht im Stadtteil Rheydt in Mönchengladbach (Nordrhein-Westfalen).
Das Haus wurde 1905 erbaut. Es wurde unter Nr. B 160 am 10. September 1996 in die Denkmalliste der Stadt Mönchengladbach eingetragen.

## Lage
Die Bylandstraße, im östlichen Stadterweiterungsgebiet gelegen, verbindet die Hauptstraße mit der Bendhecker Straße.

## Architektur
Das Haus Nr. 29 liegt auf der östlichen Straßenseite und es handelt sich um ein typisches innerstädtisches Einfamilienreihenhaus, das formalgestalterisch mit dem gleichzeitig errichteten Nachbargebäude Nr. 31 korrespondiert. Der zweigeschossige Putzbau in asymmetrischer Fassadengliederung wird linksseitig akzentuiert durch einen dreifach gebrochenen Erker, den ein hochgezogener Giebel in Jugendstilformen überragt.
Erschließung des Hauses durch die rechts angeordnete, scheitrecht abschließende Eingangsnische mit überkrönendem Ochsenauge; links flankierend im hohen Kellersockel eine weitere Türöffnung neben zwei vergitterten Kellerfenstern. Die versetzt angeordneten Fenster der beiden Hauptgeschosse – im Erdgeschoss zwei, im Obergeschoss drei Fensteröffnungen – sind mit Ausnahme der schmaler proportionierten Erkerfenster gleichförmig hochrechteckig und mit profilierten Sohlbänken ausgebildet. Das Giebelfeld öffnet ein durch zwei Mauerpfosten dreigeteiltes Korbbogenfenster; in der Giebelspitze ein vergittertes Ochsenauge.
Die Fläche des hohen, steil ausgebildeten Satteldaches durchbricht rechts in der Eingangsachse eine kleine Schleppgaube. Die sparsam eingesetzte Stuckornamentik beschränkt sich auf schlichte Fensterrahmungen, Türbekrönung, horizontales Dekorband und flach aufgetragenen Giebelschmuck in Formen des geometrischen und floralen Jugendstils.